# Crazy Frog
Crazy Frog, cunoscut în trecut cu numele de The Annoying Thing (engleză „Chestia enervantă”) , este un personaj animat creat pe calculator de Erik Wernquist. Primul său hit a fost un remix la melodia "Axel F", care a ajuns pe primul loc în Marea Britanie, Irlanda, Turcia, Noua Zeelandă și majoritatea țărilor europene. Următorul album Crazy Frog Presents Crazy Hits și al doilea single "Popcorn" au avut succes. also enjoyed worldwide chart success, Un album cu numele Crazy Frog Presents More Crazy Hits lansat în 2006. The Crazy Frog a generat, de asemenea, o gamă largă de mărfuri și jucării și două jocuri video.

## Discografie

### Albume
| Titlu                                                                             | Detalii album                                                                       | Poziții în topuri | Poziții în topuri | Poziții în topuri | Poziții în topuri | Poziții în topuri | Poziții în topuri | Poziții în topuri | Poziții în topuri | Poziții în topuri | Poziții în topuri | Certificări |
| Titlu                                                                             | Detalii album                                                                       | SWE               | AUS               | CAN               | FRA               | GER               | IRE               | NZ                | SWI               | UK                | US                | Certificări |
| --------------------------------------------------------------------------------- | ----------------------------------------------------------------------------------- | ----------------- | ----------------- | ----------------- | ----------------- | ----------------- | ----------------- | ----------------- | ----------------- | ----------------- | ----------------- | --- |
| Crazy Hits                                                                        | - Lansare: 25 July 2005 - Label: Ministry of Sound - Format: CD, digital download   | 6                 | 22                | 1                 | 4                 | 6                 | 13                | 1                 | 4                 | 5                 | 19                | - IFPI SWE: Platinum - ARIA: Gold - BPI: Gold - IFPI SWI: Gold - MC: 2× Platinum - RIANZ: 3× Platinum - SNEP: Gold |
| More Crazy Hits                                                                   | - Lansare: 26 iunie 2006 - Label: Ministry of Sound - Format: CD, digital download  | 19                | 38                | 4                 | 8                 | 17                | —                 | 20                | 14                | 64                | 40                | |
| Everybody Dance Now                                                               | - Lansare: 19 august 2009 - Label: Ministry of Sound - Format: CD, digital download | —                 | —                 | —                 | 23                | —                 | —                 | —                 | —                 | —                 | —                 | |
| "—" denotes a recording that did not chart or was not released in that territory. |                                                                                     |                   |                   |                   |                   |                   |                   |                   |                   |                   |                   | |

### Single-uri
| Titlu                                                                             | An   | Poziții în topuri | Poziții în topuri | Poziții în topuri | Poziții în topuri | Poziții în topuri | Poziții în topuri | Poziții în topuri | Poziții în topuri | Poziții în topuri | Poziții în topuri | Certificăti | Album               |
| Titlu                                                                             | An   | SWE               | AUS               | BEL (FL)          | FRA               | GER               | IRE               | NZ                | SWI               | UK                | US                | Certificăti | Album               |
| --------------------------------------------------------------------------------- | ---- | ----------------- | ----------------- | ----------------- | ----------------- | ----------------- | ----------------- | ----------------- | ----------------- | ----------------- | ----------------- | --- | ------------------- |
| "Axel F"                                                                          | 2005 | 1                 | 1                 | 1                 | 1                 | 3                 | 1                 | 1                 | 1                 | 1                 | 50                | - IFPI SWE: Platinum - ARIA: 2× Platinum - BEA: 2× Platinum - BPI: Gold - IFPI SWI: Platinum - RIAA: Gold - RIANZ: 2× Platinum - SNEP: Diamond | Crazy Hits          |
| "Popcorn"                                                                         | 2005 | 9                 | 11                | 11                | 1                 | 35                | 14                | 1                 | 6                 | 12                | —                 | - ARIA: Gold - RIANZ: Platinum - SNEP: Diamond                                                                                                 | Crazy Hits          |
| "Jingle Bells"[A]                                                                 | 2005 | 10                | 4                 | 2                 | 5                 | —                 | 11                | 1                 | —                 | 5                 | —                 | - ARIA: Gold - RIANZ: Gold | Crazy Hits          |
| "We Are the Champions (Ding a Dang Dong)"                                         | 2006 | 11                | 13                | 10                | 1                 | 10                | 23                | 20                | 5                 | 11                | —                 | - BEA: Gold - SNEP: Gold | More Crazy Hits     |
| "Last Christmas"[A]                                                               | 2006 | 10                | 30                | 19                | 19                | —                 | 16                | 19                | —                 | 16                | —                 | | More Crazy Hits     |
| "Crazy Frog in the House"                                                         | 2007 | —                 | —                 | 38                | 12                | 22                | —                 | —                 | 19                | —                 | —                 | | More Crazy Hits     |
| "Daddy DJ"                                                                        | 2009 | —                 | —                 | —                 | 4                 | —                 | —                 | —                 | —                 | —                 | —                 | | Everybody Dance Now |
| "Cha Cha Slide"                                                                   | 2009 | —                 | —                 | —                 | 18                | —                 | —                 | —                 | —                 | —                 | —                 | | Everybody Dance Now |
| "—" denotes a recording that did not chart or was not released in that territory. |      |                   |                   |                   |                   |                   |                   |                   |                   |                   |                   | |                     |